# Igor Buketoff
Igor Buketoff (ur. 29 maja 1915 w Hartford, zm. 7 września 2001 w Nowym Jorku) – amerykański dyrygent, aranżer i wykładowca.
Jego ojciec był duchownym Rosyjskiego Kościoła Prawosławnego. W latach 1931–1932 studiował na Uniwersytecie Kansas. Od 1935 do 1941 kształcił się w nowojorskiej Juilliard School, gdzie jednocześnie wykładał do 1945. W latach 1941–1947 dyrygował orkiestrą Chautauqua Opera oraz uczył w Chautauqua School of Music. Od 1943 do 1947 wykładał na Uniwersytecie Columbia. W latach 1948–1966 dyrygował Fort Wayne Philharmonic Orchestra. W 1949 otrzymał tytuł doktora honoris causa Los Angeles Conservatory. Od 1953 do 1963 nauczał na Uniwersytecie w Houston. W sezonie 1964/1965 prowadził Islandzką Orkiestrę Symfoniczną. W 1967 został laureatem Ditson Conductor's Award. W latach 1968–74 kierował orkiestrą St. Paul Opera. Od 1977 do 1979 wykładał na Uniwersytecie Butlera. W sezonie 1980/1981 dyrygował Texas Chamber Orchestra. 11 sierpnia 1984 w Saratoga Springs prowadził premierowe wykonanie opery Siergieja Rachmaninowa pt. Monna Vanna. Zmarł na Bronxie.
Promował muzykę współczesną, zwłaszcza brytyjską. Dyrygował wykonanymi kompozycji m.in. Louisa Gottschalka, Benjamina Leesa, Petera Mennina, Rogera Sessionsa, Richarda Yardleya i Jana Klusáka.